# Draymond Green
Draymond Jamal Green Sr. (Saginaw, 4 maart 1990) is een Amerikaans basketballer.

## Carrière
Green speelde collegebasketbal voor de Michigan State Spartans van 2008 tot 2012. In 2012 stelde hij zich kandidaat voor de NBA-draft en werd in de tweede ronde gekozen door de Golden State Warriors. In zijn eerste seizoen speelde hij bijna al de wedstrijden vanaf de bank net zoals in zijn tweede seizoen toen hij in alle wedstrijden speelde. In zijn derde seizoen slaagde hij erin om een basisplaats als starter te verkrijgen. In 2015 werd hij voor een eerste keer kampioen met de Warriors en haalde ook NBA All-Defensive First Team aan het eind van het seizoen. In 2016 werd er niet kampioen gespeeld, hij wist wel zijn eerste All-Star selectie af te dwingen. Aan het eind van het seizoen werd hij verkozen tot All-NBA Second Team en NBA All-Defensive First Team.
In 2017 werd hij voor een twee keer kampioen met de Warriors en werd er een tweede All-Star selectie behaald. Aan het einde van het seizoen werd hij verkozen tot NBA Defensive Player of the Year en All-NBA Third Team. In 2018 werd voor een derde keer kampioen gespeeld en voor een tweede keer op rij. Green werd opnieuw geselecteerd voor de All-Star en werd NBA All-Defensive Second Team. De volgende jaren miste hij vaker wedstrijden door blessures maar speelde altijd als starter. In 2019 werd hij voor een tweede keer NBA All-Defensive Second Team en in 2021 NBA All-Defensive First Team. In 2022 slaagde de Warriors erin om opnieuw kampioen te worden, Green speelde 46 wedstrijden in het reguliere seizoen. Hij werd tijdens de All-Star 2022 opnieuw geselecteerd en werd aan het einde van het seizoen NBA All-Defensive Second Team.
Hij won met het Amerikaans basketbalteam de gouden medaille op de Olympische Zomerspelen 2016 in Rio de Janeiro. En de gouden medaille op de Olympische Zomerspelen 2020 in Tokio. Green speelt een gastrol in de film Space Jam: A New Legacy uit 2021 als zichzelf.

## Schorsing
Green is zes keer in zijn carrière geschorst onder meer voor betrokkenheid in opstootjes en het stampen op een op de grond liggende tegenstander. De laatste maal gebeurde dat in december 2023 toen hij voor drie weken geschorst werd. Tijdens zijn schorsing moest hij verplicht werken aan zijn gedrag. Green voerde onder meer gesprekken met vertegenwoordigers van de NBA, van zijn club en de spelersbond.

## Erelijst
- NBA-kampioen: 2015, 2017, 2018, 2022
- NBA All-Star: 2016, 2017, 2018, 2022
- All-NBA Second Team: 2016
- All-NBA Third Team: 2017
- NBA Defensive Player of the Year: 2017
- NBA Hustle Award: 2025
- NBA All-Defensive First Team: 2015, 2016, 2017, 2021, 2025
- NBA All-Defensive Second Team: 2018, 2019, 2022, 2023
- Nummer 23 teruggetrokken door de Michigan State Spartans

## Statistieken

### Reguliere Seizoen
| Seizoen  | Team                  | WG  | WS  | MPW  | 2P%  | 3P%  | FW%  | RPW | APW | SPW | BPW | PPW  |
| -------- | --------------------- | --- | --- | ---- | ---- | ---- | ---- | --- | --- | --- | --- | ---- |
| 2012/13  | Golden State Warriors | 79  | 1   | 13,4 | 32,7 | 20,9 | 81,8 | 3,3 | 0,7 | 0,5 | 0,3 | 2,9  |
| 2013/14  | Golden State Warriors | 82  | 12  | 21,9 | 40,7 | 33,3 | 66,7 | 5,0 | 1,9 | 1,2 | 0,9 | 6,2  |
| 2014/15  | Golden State Warriors | 79  | 79  | 31,5 | 44,3 | 33,7 | 66,0 | 8,2 | 3,7 | 1,6 | 1,3 | 11,7 |
| 2015/16  | Golden State Warriors | 81  | 81  | 34,7 | 49,0 | 38,8 | 69,6 | 9,5 | 7,4 | 1,5 | 1,4 | 14,0 |
| 2016/17  | Golden State Warriors | 76  | 76  | 32,5 | 41,8 | 30,8 | 70,9 | 7,9 | 7,0 | 2,0 | 1,4 | 10,2 |
| 2017/18  | Golden State Warriors | 70  | 70  | 32,7 | 45,4 | 30,1 | 77,5 | 7,6 | 7,3 | 1,4 | 1,3 | 11,0 |
| 2018/19  | Golden State Warriors | 66  | 66  | 31,3 | 44,5 | 28,5 | 69,2 | 7,3 | 6,9 | 1,4 | 1,1 | 7,4  |
| 2019/20  | Golden State Warriors | 43  | 43  | 28,4 | 38,9 | 27,9 | 75,9 | 6,2 | 6,2 | 1,4 | 0,8 | 8,0  |
| 2020/21  | Golden State Warriors | 63  | 63  | 31,5 | 44,7 | 27,0 | 79,5 | 7,1 | 8,9 | 1,7 | 0,8 | 7,0  |
| 2021/22  | Golden State Warriors | 46  | 44  | 28,9 | 52,5 | 29,6 | 65,9 | 7,3 | 7,0 | 1,3 | 1,1 | 7,5  |
| Carrière | Carrière              | 685 | 535 | 28,5 | 44,1 | 31,5 | 71,2 | 6,9 | 5,4 | 1,4 | 1,0 | 8,7  |
| All-Star | All-Star              | 3   | 0   | 15,7 | 37,5 | 0,0  | 75,0 | 5,7 | 2,7 | 2,0 | 0,7 | 3,0  |

### Play-offs
| Seizoen  | Team                  | WG  | WS  | MPW  | 2P%  | 3P%  | FW%  | RPW  | APW | SPW | BPW | PPW  |
| -------- | --------------------- | --- | --- | ---- | ---- | ---- | ---- | ---- | --- | --- | --- | ---- |
| 2012/13  | Golden State Warriors | 12  | 1   | 18,6 | 42,9 | 39,1 | 76,5 | 4,3  | 1,6 | 0,5 | 0,8 | 5,8  |
| 2013/14  | Golden State Warriors | 7   | 4   | 32,6 | 46,7 | 27,6 | 79,2 | 8,3  | 2,9 | 1,7 | 1,7 | 11,9 |
| 2014/15  | Golden State Warriors | 21  | 21  | 37,3 | 41,7 | 26,4 | 73,6 | 10,1 | 5,2 | 1,8 | 1,2 | 13,7 |
| 2015/16  | Golden State Warriors | 23  | 23  | 38,2 | 43,1 | 36,5 | 73,8 | 9,9  | 6,0 | 1,6 | 1,8 | 15,4 |
| 2016/17  | Golden State Warriors | 17  | 17  | 34,9 | 44,7 | 41,0 | 68,7 | 9,1  | 6,5 | 1,8 | 1,6 | 13,1 |
| 2017/18  | Golden State Warriors | 21  | 21  | 39,0 | 43,2 | 26,6 | 79,6 | 10,6 | 8,1 | 2,0 | 1,5 | 10,8 |
| 2018/19  | Golden State Warriors | 22  | 22  | 38,7 | 49,8 | 22,8 | 71,8 | 10,1 | 8,5 | 1,5 | 1,5 | 13,3 |
| 2021/22  | Golden State Warriors | 22  | 22  | 32,0 | 47,9 | 20,5 | 63,8 | 7,2  | 6,3 | 1,1 | 1,0 | 8,0  |
| Carrière | Carrière              | 145 | 131 | 35,0 | 44,8 | 30,6 | 72,7 | 9,0  | 6,2 | 1,5 | 1,4 | 11,8 |

4 Jimmy Butler · 
5 Kevin Durant · 
6 DeAndre Jordan · 
7 Kyle Lowry · 
8 Harrison Barnes · 
9 DeMar DeRozan · 
10 Kyrie Irving · 
11 Klay Thompson · 
12 DeMarcus Cousins · 
13 Paul George · 
14 Draymond Green · 
15 Carmelo Anthony · 
Coach Mike Krzyzewski
1 Kuzmić ·
4 Rush ·
5 Speights ·
7 Holiday ·
9 Iguodala ·
10 Lee ·
11 Thompson ·
12 Bogut ·
19 Barbosa ·
20 McAdoo ·
23 Green ·
30 Curry ·
31 Ezeli ·
34 Livingston ·
40 Barnes ·
Coach Kerr
0 McCaw ·
1 McGee ·
3 West ·
5 Looney ·
9 Iguodala ·
11 Thompson ·
15 Jones ·
20 McAdoo ·
21 Clark ·
22 Barnes ·
23 Green ·
27 Pachulia ·
30 Curry ·
34 Livingston ·
35 Durant ·
Coach Kerr
0 McCaw ·
1 McGee ·
2 Bell ·
3 West ·
4 Cook ·
5 Looney ·
6 Young ·
9 Iguodala ·
11 Thompson ·
15 Jones ·
23 Green ·
25 Boucher ·
27 Pachulia ·
30 Curry ·
34 Livingston ·
35 Durant ·
Coach Kerr
00 Kuminga ·
0 Payton ·
1 Lee ·
2 Chiozza ·
3 Poole ·
4 Moody ·
5 Looney ·
8 Bjelica ·
9 Iguodala ·
11 Thompson ·
12 Weatherspoon ·
22 Wiggins ·
23 Green ·
30 Curry ·
32 Porter ·
33 Wiseman ·
95 Toscano-Anderson ·
Coach Kerr